# Passzív átnézés
A passzív átnézés az aktív felidézés ellentéte, melynek során a megtanulandó anyagot passzívan fogadja be a tanuló (pl. olvasás vagy tévénézés útján). 
Passzív átnézéses tanulási módszer például az, ha a tanuló elolvassa a szöveget ma, aztán holnap, aztán 4, 8, 16 stb. nappal később, és így próbálja élénken tartani az emlékeket. Az olvasás során nem próbálja meg újrafogalmazni vagy megmagyarázni a szöveg tartalmát. Ez a módszer működőképes, de nem annyira hatékony, mint az aktív felidézés. Az aktív felidézés nagyobb erőfeszítést igényel, de gyorsabb és tartósabb eredményeket hoz.